# Verein für Bewegungsspiele Stuttgart 1893 2024-2025
Questa pagina raccoglie i dati riguardanti il Verein für Bewegungsspiele Stuttgart 1893 nelle competizioni ufficiali della stagione 2024-2025.

## Stagione
La stagione 2024-2025 vede la 58ª partecipazione alla Bundesliga per lo Stoccarda, che conferma in panchina il tecnico Sebastian Hoeneß. La squadra del Baden-Württemberg, dopo aver concluso il campionato precedente in seconda posizione, si qualifica direttamente alla fase campionato della Champions League. Il primo impegno ufficiale dei Roten è il 17 agosto nel match valido per l'assegnazione della Supercoppa di Germania contro il Bayer Leverkusen. La possibilità di vincere un trofeo dopo 18 anni sfuma ai rigori contro le Aspirine, dopo che i tempi regolamentari si sono conclusi sul 2-2. L'esordio in campionato non sorride agli uomini di Hoeneß che vengono sconfitti in rimonta per 3-1 dal Friburgo. Il 27 agosto arriva la prima vittoria stagionale, coincidente col debutto in Coppa di Germania, per 5-0 in casa del Preußen Münster.
Il 14 settembre lo Stoccarda vince la prima gara di campionato, battendo a domicilio il Borussia M'gladbach per 3-1. L'esordio in Champions League contro i campioni in carica del Real Madrid ha visto la sconfitta per 3-1 al Bernabéu dell'undici di Hoeneß. Il 22 ottobre lo Stoccarda trova il suo primo successo in Europa, battendo gli italiani della Juventus per 1-0 a domicilio, con una rete nel finale di El Bilal Touré. Il 29 ottobre i Roten avanzano in Coppa di Germania, battendo per 2-1 in casa il Kaiserslautern. Il 3 dicembre lo Stoccarda supera gli ottavi di finale di DFB Pokal, vincendo per 3-0 in casa dello Jahn Ratisbona.
Il 21 dicembre si chiude il 2024 dello Stoccarda con la sconfitta interna per 0-1 contro il St. Pauli, che fa scivolare la squadra al nono posto in classifica prima della lunga pausa invernale. Il 29 gennaio si conclude la fase campionato della Champions League con lo Stoccarda che viene sconfitto in casa per 4-1 dai campioni di Francia del Paris Saint-Germain, venendo così estromessi dalla competizione. Il 4 febbraio lo Stoccarda ha la meglio sull'Augusta, per 1-0, nella gara valida per i quarti di finale di Coppa di Germania. Dopo aver inanellato una serie di sconfitte in campionato, che portano la squadra a metà classifica, il 2 aprile i Roten battono il RB Lipsia in semifinale di coppa nazionale e raggiungono la finale dopo dodici anni.
Il 19 aprile lo Stoccarda pareggia per 4-4 in casa dell'Union Berlino, con tutti i gol segnati nel primo tempo e stabilisce così il nuovo record di reti realizzate nei primi 45 minuti in Bundesliga. Il 17 maggio si conclude il campionato dello Stoccarda che, grazie alla vittoria esterna per 3-2 sul campo del Lipsia, sale al nono posto in classifica. Il 24 maggio termina la stagione dello Stoccarda con la conquista della Coppa di Germania, in finale contro l'Arminia Bielefeld, e della qualificazione in Europa League. Gli uomini di Hoeneß si impongono per 4-2 sulla squadra militante in 3. Liga e vincono un trofeo ufficiale dopo 18 anni.

## Maglie e sponsor
Lo sponsor tecnico per la stagione 2024-2025 è Jako, mentre quello ufficiale è Winamax. La prima divisa riprende i colori tradizionali bianco e rosso, e per esaltare il legame tra la squadra e la città sono presenti 24 monumenti di Stoccarda. La divisa da portiere è verde e nero e all'interno del colletto è riportato il dettaglio di un biglietto della stagione 1991-92.
|  | Casa |  | Trasferta |  | Terza maglia |

## Organigramma societario
Dal sito internet ufficiale della società.
Area direttiva
- Presidente: Dietmar Allgaier
- Capo supervisore: Tanja Gönner
- Vicepresidente: Peter Schymon
- Membro comitato direttivo: Rainer Adrion
- Supervisori: Beate Beck-Deharde, Alexander Kläger, Franz Reiner, Andreas Grupp, Tobias Röschl, Lutz Meschke, Albrecht Reimold

Area amministrativa
- Amministratore delegato: Alexander Wehrle
- Direttore finanziario: Thomas Ignatzi, Tobias Keller
- Capo marketing e vendite: Rouven Kasper

Area management
- Direttore sportivo: Fabian Wohlgemuth
- Coordinatore Sportivo: Markus Rüdt
- Consulenti del management: Philipp Lahm, Christian Gentner

Area tecnica
- Allenatore: Sebastian Hoeneß

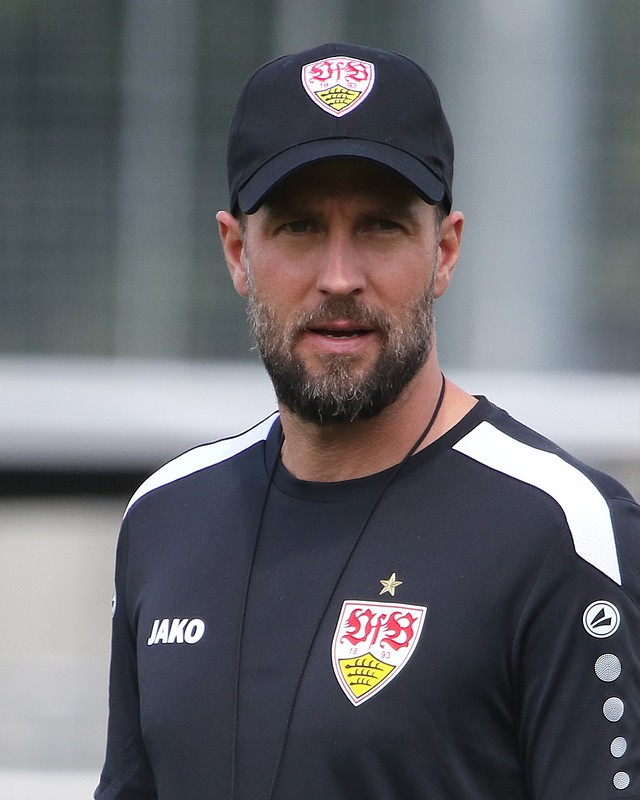
Sebastian Hoeneß, il tecnico dei Roten

- Allenatore in seconda: David Krecidlo
- Assistenti allenatore: Malik Fathi, Florian Mohr
- Allenatore dei portieri: Steffen Krebs
- Supervisori: Günther Schäfer, Peter Reichert

Area medica
- Preparatori atletici: André Filipovic, Martin Franz, Matthias Schiffers
- Medici di squadra: Raymond Best, Heiko Striegel, Mario Bucher
- Fisioterapisti: Michael Schuhmacher, Matthias Hahn, Manuel Roth, Gregor Ludwig
- Analisti: Marcus Fregin, Jasper Smets, Jan Schimpchen
- Psicologo: Dino Poimann
- Osteopata: Matthias Hahn

Area scout
- Responsabile scouting: Markus Lösch
- Osservatori: Uli Schier, Erwin Hadewicz, Herbert Maronn, Sascha Koch, Simon Bauer
- Capo-osservatore giovanile: Paul Tolasz
- Osservatore giovanile: Elefterios Karastergios
- Talent Manager: Tobias Werner

Area marketing
- Direttore area marketing: Jochen Röttgermann
- Magazzinieri: Michael Meusch, Gordana Markovic-Masala, Thomas Schultheiss

Area comunicazione
- Direttore della comunicazione: Tobias Kaufmann
- Direttore dei media: Tobias Herwerth
- Rappresentante club: Cacau

## Rosa

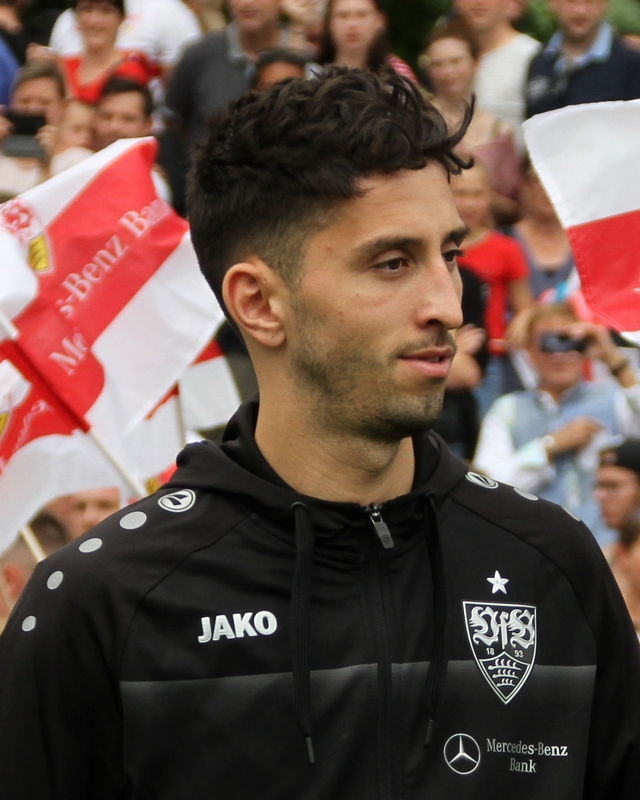
Atakan Karazor, il nuovo capitano dello Stoccarda

Rosa e numerazione dello Stoccarda tratte dal sito ufficiale.
| N. |                                 | Ruolo | Calciatore                |
| -- | ------------------------------- | ----- | ------------------------- |
| 1  | Germania (bandiera)             | P     | Fabian Bredlow            |
| 2  | Belgio (bandiera)               | D     | Ameen Al-Dakhil           |
| 3  | Paesi Bassi (bandiera)          | D     | Ramon Hendriks            |
| 4  | Germania (bandiera)             | D     | Josha Vagnoman            |
| 5  | Germania (bandiera)             | C     | Yannik Keitel             |
| 6  | Germania (bandiera)             | C     | Angelo Stiller            |
| 7  | Germania (bandiera)             | D     | Maximilian Mittelstädt    |
| 8  | Francia (bandiera)              | C     | Enzo Millot               |
| 9  | Bosnia ed Erzegovina (bandiera) | A     | Ermedin Demirović         |
| 10 | Mali (bandiera)                 | A     | El Bilal Touré            |
| 11 | Germania (bandiera)             | A     | Nick Woltemade            |
| 13 | Germania (bandiera)             | D     | Frans Krätzig             |
| 14 | RD del Congo (bandiera)         | A     | Silas Katompa Mvumpa      |
| 14 | Svizzera (bandiera)             | D     | Luca Jaquez               |
| 15 | Germania (bandiera)             | D     | Pascal Stenzel            |
| 16 | Germania (bandiera)             | C     | Atakan Karazor (capitano) |
| 17 | Germania (bandiera)             | A     | Justin Diehl              |
| 18 | Germania (bandiera)             | A     | Jamie Leweling            |

| N. |                      | Ruolo | Calciatore         |
| -- | -------------------- | ----- | ------------------ |
| 19 | Danimarca (bandiera) | A     | Wahid Faghir       |
| 20 | Svizzera (bandiera)  | D     | Leonidas Stergiou  |
| 21 | Germania (bandiera)  | P     | Stefan Drljača     |
| 22 | Germania (bandiera)  | A     | Thomas Kastanaras  |
| 23 | Francia (bandiera)   | D     | Dan-Axel Zagadou   |
| 24 | Germania (bandiera)  | D     | Jeff Chabot        |
| 25 | Danimarca (bandiera) | A     | Jacob Bruun Larsen |
| 26 | Germania (bandiera)  | A     | Deniz Undav        |
| 27 | Germania (bandiera)  | C     | Chris Führich      |
| 28 | Danimarca (bandiera) | C     | Nikolas Nartey     |
| 29 | Francia (bandiera)   | D     | Anthony Rouault    |
| 29 | Germania (bandiera)  | D     | Finn Jeltsch       |
| 32 | Svizzera (bandiera)  | C     | Fabian Rieder      |
| 33 | Germania (bandiera)  | P     | Alexander Nübel    |
| 40 | Germania (bandiera)  | C     | Luca Raimund       |
| 41 | Germania (bandiera)  | P     | Dennis Seimen      |
| 43 | Giappone (bandiera)  | D     | Anrie Chase        |

## Calciomercato

### Sessione estiva
| Acquisti         | Acquisti          | Acquisti        | Acquisti                         |
| R.               | Nome              | da              | Modalità                         |
| ---------------- | ----------------- | --------------- | -------------------------------- |
| P                | Stefan Drljača    | Dinamo Dresda   | gratuito                         |
| D                | Ameen Al-Dakhil   | Burnley         | definitivo (9 milioni €)         |
| D                | Jeff Chabot       | Colonia         | definitivo (4 milioni €)         |
| D                | Ramon Hendriks    | Feyenoord       | definitivo (0,7 milioni €)       |
| D                | Frans Krätzig     | Bayern Monaco   | prestito oneroso (0,5 milioni €) |
| D                | Anthony Rouault   | Tolosa          | definitivo (7 milioni €)         |
| D                | Leonidas Stergiou | San Gallo       | definitivo (2 milioni €)         |
| C                | Justin Diehl      | Colonia         | gratuito                         |
| C                | Yannik Keitel     | Friburgo        | gratuito                         |
| C                | Fabian Rieder     | Rennes          | prestito oneroso (0,8 milioni €) |
| A                | Ermedin Demirović | Augusta         | definitivo (21 milioni €)        |
| A                | Jamie Leweling    | Union Berlino   | definitivo (6 milioni €)         |
| A                | El Bilal Touré    | Atalanta        | prestito oneroso (2,5 milioni €) |
| A                | Deniz Undav       | Brighton        | definitivo (26,7 milioni €)      |
| A                | Nick Woltemade    | Werder Brema    | gratuito                         |
| Altre operazioni |                   |                 |                                  |
| R.               | Nome              | da              | Modalità                         |
| D                | Matej Maglica     | Darmstadt       | fine prestito                    |
| C                | Ömer Faruk Beyaz  | Hatayspor       | fine prestito                    |
| C                | Gil Dias          | Legia Varsavia  | fine prestito                    |
| A                | Wahid Faghir      | Elversberg      | fine prestito                    |
| A                | Thomas Kastanaras | Ulma            | fine prestito                    |
| A                | Jovan Milošević   | San Gallo       | fine prestito                    |
| A                | Juan José Perea   | Hansa Rostock   | fine prestito                    |
| A                | Luca Pfeiffer     | Darmstadt       | fine prestito                    |
| A                | Mohamed Sankoh    | Heracles Almelo | fine prestito                    |

| Cessioni         | Cessioni             | Cessioni            | Cessioni                         |
| R.               | Nome                 | a                   | Modalità                         |
| ---------------- | -------------------- | ------------------- | -------------------------------- |
| D                | Waldemar Anton       | Borussia Dortmund   | definitivo (22,5 milioni €)      |
| D                | Hiroki Itō           | Bayern Monaco       | definitivo (23,5 milioni €)      |
| C                | Mahmoud Dahoud       | Brighton            | fine prestito                    |
| C                | Jeong Woo-yeong      | Union Berlino       | prestito oneroso (0,7 milioni €) |
| A                | Serhou Guirassy      | Borussia Dortmund   | definitivo (18 milioni €)        |
| A                | Silas Katompa Mvumpa | Stella Rossa        | prestito                         |
| Altre operazioni |                      |                     |                                  |
| R.               | Nome                 | a                   | Modalità                         |
| P                | Florian Schock       |                     | svincolato                       |
| D                | Matej Maglica        | Darmstadt           | ?                                |
| D                | Anthony Rouault      | Tolosa              | fine prestito                    |
| D                | Leonidas Stergiou    | San Gallo           | fine prestito                    |
| C                | Ömer Faruk Beyaz     | İstanbul Başakşehir | gratuito                         |
| C                | Gil Dias             | Famalicão           | definitivo (0,92 milioni €)      |
| C                | Lilian Egloff        |                     | svincolato                       |
| C                | Genki Haraguchi      |                     | svincolato                       |
| C                | Roberto Massimo      |                     | svincolato                       |
| C                | Laurin Ulrich        | Ulma                | prestito                         |
| A                | Jamie Leweling       | Union Berlino       | fine prestito                    |
| A                | Juan José Perea      | Zurigo              | prestito                         |
| A                | Luca Pfeiffer        | Karlsruhe           | prestito                         |
| A                | Mohamed Sankoh       | Cosenza             | prestito                         |
| A                | Deniz Undav          | Brighton            | fine prestito                    |

### Sessione invernale
| Acquisti         | Acquisti           | Acquisti   | Acquisti                   |
| R.               | Nome               | da         | Modalità                   |
| ---------------- | ------------------ | ---------- | -------------------------- |
| D                | Finn Jeltsch       | Norimberga | definitivo (9,5 milioni €) |
| D                | Luca Jaquez        | Lucerna    | definitivo (6,5 milioni €) |
| A                | Jacob Bruun Larsen | Hoffenheim | definitivo (1,7 milioni €) |
| Altre operazioni |                    |            |                            |
| R.               | Nome               | da         | Modalità                   |
| C                | Laurin Ulrich      | Ulma       | fine prestito              |
| A                | Jovan Milošević    | San Gallo  | fine prestito              |
| A                | Mohamed Sankoh     | Cosenza    | prestito                   |

| Cessioni         | Cessioni        | Cessioni      | Cessioni                  |
| R.               | Nome            | a             | Modalità                  |
| ---------------- | --------------- | ------------- | ------------------------- |
| D                | Anthony Rouault | Rennes        | definitivo (13 milioni €) |
| D                | Frans Krätzig   | Bayern Monaco | fine prestito             |
| Altre operazioni |                 |               |                           |
| R.               | Nome            | a             | Modalità                  |
| A                | Jovan Milošević | Partizan      | prestito                  |

## Risultati

### Bundesliga

#### Girone di andata
| Arbitro: | Welz (Wiesbaden) |

|                          |           |              |
| Kübler 27’, 61’ Dōan 54’ | Marcatori | 2’ Demirović |

| Arbitro: | Gerach (Landau) |

|                                   |           |                                             |
| Millot 8’ Leweling 15’ Rieder 88’ | Marcatori | 43’ (rig.) Amiri 62’ Burkardt 90+4’ Leitsch |

| Arbitro: | Brych (Monaco) |

|          |           |                              |
| Pléa 27’ | Marcatori | 21’ Undav 58’, 61’ Demirović |

| Arbitro: | Badstübner (Norimberga) |

|                                                     |           |              |
| Undav 4’, 90’ Demirović 21’ Millot 62’ El Bilal 80’ | Marcatori | 75’ Guirassy |

| Arbitro: | Jablonski (Brema) |

|                     |           |                        |
| Wind 10’ Amoura 68’ | Marcatori | 32’ Millot 90+7’ Undav |

| Arbitro: | Osmers (Hannover) |

|                 |           |             |
| Demirović 90+9’ | Marcatori | 45’ Gendrey |

| Arbitro: | Stieler (Amburgo) |

|                              |           |  |
| Kane 57’, 60’, 80’ Coman 89’ | Marcatori |  |

| Arbitro: | Hartmann (Eangen) |

|                        |           |             |
| Undav 19’ El Bilal 61’ | Marcatori | 84’ Gigović |

| Leverkusen 1º novembre 2024, ore 20:45 CET 9ª giornata | Bayer Leverkusen  | 0 – 0 referto | Stoccarda | BayArena (30 210 spett.)\| Arbitro: \| Siebert (Berlino) \| |
| Arbitro:                                               | Siebert (Berlino) |               |           |                                                             |

| Arbitro: | Zwayer (Berlino) |

|                            |           |                                    |
| Vagnoman 86’ Woltemade 90’ | Marcatori | 45’ Ekitike 55’ Brown 62’ Marmoush |

| Arbitro: | Brand (Unterspiesheim) |

|                       |           |  |
| Führich 53’ Diehl 78’ | Marcatori |  |

| Arbitro: | Osmers (Hannover) |

|                      |           |                    |
| Njinmah 6’ Stage 77’ | Marcatori | 20’, 85’ Demirović |

| Arbitro: | Welz (Wiesbaden) |

|                                |           |                     |
| Woltemade 51’, 59’ Karazor 69’ | Marcatori | 37’ Doekhi 48’ Skov |

| Arbitro: | Dingert (Lebecksmühle) |

|            |           |                                                   |
| Wanner 41’ | Marcatori | 20’ Mittelstädt 45+2’ Millot 85’ (rig.) Woltemade |

| Arbitro: | Brych (Monaco) |

|  |           |               |
|  | Marcatori | 21’ Eggestein |

| Arbitro: | Schlager (Rastatt) |

|  |           |           |
|  | Marcatori | 65’ Undav |

| Arbitro: | Stegemann (Niederkassel) |

|                                |           |           |
| Bruun Larsen 50’ Woltemade 60’ | Marcatori | 10’ Šeško |

#### Girone di ritorno
| Arbitro: | Zwayer (Berlino) |

|                                                           |           |  |
| Rouault 2’ Demirović 17’ Woltemade 45+5’ (rig.) Undav 80’ | Marcatori |  |

| Arbitro: | Stieler (Hannover) |

|                     |           |  |
| Weiper 29’ Caci 86’ | Marcatori |  |

| Arbitro: | Hartmann (Wangen im Allgäu) |

|                   |           |                             |
| Elvedi 49’ (aut.) | Marcatori | 25’ Ngoumou 81’ Kleindienst |

| Arbitro: | Siebert (Berlino) |

|            |           |                             |
| Brandt 81’ | Marcatori | 50’ (aut.) Anton 61’ Chabot |

| Arbitro: | Welz (Wiesbaden) |

|               |           |                                |
| Woltemade 72’ | Marcatori | 77’ T. Tomás 87’ (rig.) Amoura |

| Arbitro: | Dingert (Lebecksmühle) |

|           |           |              |
| Orban 74’ | Marcatori | 9’ Woltemade |

| Arbitro: | Brand (Unterspiesheim) |

|             |           |                                  |
| Stiller 34’ | Marcatori | 45’ Olise 64’ Goretzka 90’ Coman |

| Arbitro: | Dankert (Rostock) |

|                    |           |                            |
| Skrzybski 30’, 46’ | Marcatori | 15’ Leweling 55’ Demirović |

| Arbitro: | Siebert (Berlino) |

|                                              |           |                                                           |
| Demirović 15’ Woltemade 48’ Xhaka 62’ (aut.) | Marcatori | 56’ Frimpong 68’ Hincapié 88’ (aut.) Stiller 90+4’ Schick |

| Arbitro: | Aytekin |

|           |           |  |
| Götze 71’ | Marcatori |  |

| Arbitro: | Brych (Monaco di Baviera) |

|  |           |                                   |
|  | Marcatori | 8’ Chabot 11’, 48’, 85’ Demirović |

| Arbitro: | Schlager (Hügelsheim) |

|              |           |                |
| Stergiou 19’ | Marcatori | 32’, 90’ Burke |

| Arbitro: | Stieler (Hannover) |

|                                       |           |                                               |
| Ilić 5’, 45+6’ Leite 19’ Querfeld 38’ | Marcatori | 23’ Undav 29’ Millot 43’ Chabot 45+1’ Führich |

| Arbitro: | Welz (Wiesbaden) |

|  |           |            |
|  | Marcatori | 89’ Honsak |

| Arbitro: | Exner (Beelen) |

|  |           |               |
|  | Marcatori | 88’ Woltemade |

| Arbitro: | Gerach (Landau) |

|                                                   |           |  |
| Karazor 8’ Woltemade 51’ Millot 80’ Demirović 87’ | Marcatori |  |

| Arbitro: | Siebert (Berlino) |

|                    |           |                                       |
| Simons 8’ Baku 44’ | Marcatori | 23’ Undav 57’ Woltemade 78’ Demirović |

### Coppa di Germania
| Arbitro: | Jöllenbeck (Friburgo) |

|  |           |                                                                       |
|  | Marcatori | 7’ Stiller 15’ Demirović 35’ Stenzel 72’ Woltemade 80’ (rig.) Karazor |

| Arbitro: | Schlager (Hügelsheim) |

|                           |           |                   |
| Woltemade 14’ Führich 76’ | Marcatori | 43’ (rig.) Tomiak |

| Arbitro: | Badstübner (Norimberga) |

|  |           |                                    |
|  | Marcatori | 10’ Millot 19’ Chase 61’ Woltemade |

| Arbitro: | Stegemann (Niederkassel) |

|           |           |  |
| Undav 30’ | Marcatori |  |

| Arbitro: | Jablonski (Brema) |

|                                       |           |           |
| Stiller 5’ Woltemade 57’ Leweling 73’ | Marcatori | 62’ Šeško |

| Arbitro: | Dingert (Lebecksmühle) |

|                               |           |                                         |
| Kania 82’ Vagnoman 85’ (aut.) | Marcatori | 15’ Woltemade 22’, 66’ Millot 28’ Undav |

### Champions League

#### Fase campionato
| Arbitro: | Meler |

|                                      |           |           |
| Mbappé 46’ Rüdiger 83’ Endrick 90+5’ | Marcatori | 68’ Undav |

| Arbitro: | Lukjančukas |

|           |           |              |
| Millot 7’ | Marcatori | 32’ Kairinen |

| Arbitro: | Eskås |

|  |           |                |
|  | Marcatori | 90+2’ El Bilal |

| Arbitro: | Obrenovič |

|  |           |                         |
|  | Marcatori | 51’ Lookman 88’ Zaniolo |

| Arbitro: | Lambrechts |

|                                                   |           |              |
| Silas 12’ Krunić 31’ Ivanić 65’ Radonjić 69’, 88’ | Marcatori | 5’ Demirović |

| Arbitro: | Kruashvili |

|                                                            |           |           |
| Stiller 25’ Millot 53’ Führich 61’ Vagnoman 66’ Keitel 75’ | Marcatori | 6’ Łakomy |

| Arbitro: | Kavanagh |

|             |           |                              |
| Metsoko 85’ | Marcatori | 11’, 36’ Leweling 87’ Rieder |

| Arbitro: | Masssa |

|                  |           |                                  |
| Pacho 77’ (aut.) | Marcatori | 6’ Barcola 17’, 35’, 54’ Dembélé |

### Supercoppa di Germania
| Arbitro: | Stieler (Amburgo) |

|                                   |                      |                                      |
| Boniface 11’ Schick 88’           | Marcatori            | 15’ Millot 63’ Undav                 |
| Schick Grimaldo A. García Tapsoba | Tiri di rigore 4 – 3 | Millot Demirović Krätzig Undav Silas |

## Statistiche

### Statistiche di squadra
| Competizione           | Punti | In casa | In casa | In casa | In casa | In casa | In casa | In trasferta | In trasferta | In trasferta | In trasferta | In trasferta | In trasferta | Totale | Totale | Totale | Totale | Totale | Totale | DR  |
| Competizione           | Punti | G       | V       | N       | P       | Gf      | Gs      | G            | V            | N            | P            | Gf           | Gs           | G      | V      | N      | P      | Gf     | Gs     | DR  |
| ---------------------- | ----- | ------- | ------- | ------- | ------- | ------- | ------- | ------------ | ------------ | ------------ | ------------ | ------------ | ------------ | ------ | ------ | ------ | ------ | ------ | ------ | --- |
| Bundesliga             | 50    | 17      | 7       | 2       | 8       | 35      | 27      | 17           | 7            | 6            | 4            | 29           | 26           | 34     | 14     | 8      | 12     | 64     | 53     | +11 |
| Coppa di Germania      | -     | 3       | 3       | 0       | 0       | 5       | 2       | 2            | 2            | 0            | 0            | 8            | 0            | 5      | 5      | 0      | 0      | 13     | 2      | +11 |
| Champions League       | 10    | 4       | 1       | 1       | 2       | 7       | 8       | 4            | 2            | 0            | 2            | 6            | 9            | 8      | 3      | 1      | 4      | 13     | 17     | -4  |
| Supercoppa di Germania | -     | -       | -       | -       | -       | -       | -       | 1            | 0            | 1            | 0            | 2            | 2            | 1      | 0      | 1      | 0      | 2      | 2      | 0   |
| Totale                 | -     | 24      | 11      | 3       | 10      | 47      | 37      | 24           | 11           | 7            | 6            | 45           | 37           | 48     | 22     | 10     | 16     | 92     | 74     | +18 |

### Andamento in campionato
| Giornata  | 1  | 2  | 3 | 4 | 5 | 6 | 7  | 8 | 9 | 10 | 11 | 12 | 13 | 14 | 15 | 16 | 17 | 18 | 19 | 20 | 21 | 22 | 23 | 24 | 25 | 26 | 27 | 28 | 29 | 30 | 31 | 32 | 33 | 34 |
| --------- | -- | -- | - | - | - | - | -- | - | - | -- | -- | -- | -- | -- | -- | -- | -- | -- | -- | -- | -- | -- | -- | -- | -- | -- | -- | -- | -- | -- | -- | -- | -- | -- |
| Luogo     | T  | C  | T | C | T | C | T  | C | T | C  | C  | T  | C  | T  | C  | T  | C  | C  | T  | C  | T  | C  | T  | C  | T  | C  | T  | T  | C  | T  | C  | T  | C  | T  |
| Risultato | P  | N  | V | V | N | N | P  | V | N | P  | V  | N  | V  | V  | P  | V  | V  | V  | P  | P  | V  | P  | N  | P  | N  | P  | P  | V  | P  | N  | P  | V  | V  | V  |
| Posizione | 18 | 15 | 9 | 7 | 8 | 8 | 10 | 8 | 8 | 11 | 8  | 9  | 6  | 6  | 9  | 7  | 5  | 4  | 4  | 5  | 5  | 7  | 7  | 9  | 9  | 10 | 11 | 9  | 11 | 11 | 11 | 10 | 10 | 9  |

Legenda:

Luogo: C = Casa; T = Trasferta. Risultato: V = Vittoria; N = Pareggio; P = Sconfitta.

### Andamento in Champions League
| Giornata  | 1  | 2  | 3  | 4  | 5  | 6  | 7  | 8  |
| --------- | -- | -- | -- | -- | -- | -- | -- | -- |
| Luogo     | T  | C  | T  | C  | T  | C  | T  | C  |
| Risultato | P  | N  | V  | P  | P  | V  | V  | P  |
| Posizione | 29 | 24 | 18 | 27 | 27 | 26 | 24 | 26 |

Legenda:

Luogo: C = Casa; T = Trasferta. Risultato: V = Vittoria; N = Pareggio; P = Sconfitta.

### Statistiche dei giocatori
In corsivo i calciatori ceduti durante la stagione
| Giocatore       | Bundesliga | Bundesliga | Bundesliga  | Bundesliga | Coppa di Germania | Coppa di Germania | Coppa di Germania | Coppa di Germania | Champions League | Champions League | Champions League | Champions League | Supercoppa di Germania | Supercoppa di Germania | Supercoppa di Germania | Supercoppa di Germania | Totale   | Totale | Totale      | Totale     |
| Giocatore       | Presenze   | Reti       | Ammonizioni | Espulsioni | Presenze          | Reti              | Ammonizioni       | Espulsioni        | Presenze         | Reti             | Ammonizioni      | Espulsioni       | Presenze               | Reti                   | Ammonizioni            | Espulsioni             | Presenze | Reti   | Ammonizioni | Espulsioni |
| --------------- | ---------- | ---------- | ----------- | ---------- | ----------------- | ----------------- | ----------------- | ----------------- | ---------------- | ---------------- | ---------------- | ---------------- | ---------------------- | ---------------------- | ---------------------- | ---------------------- | -------- | ------ | ----------- | ---------- |
| A. Al-Dakhil    | 7          | 0          | 0           | 1          | 1                 | 0                 | 0                 | 0                 | 3                | 0                | 0                | 0                | -                      | -                      | -                      | -                      | 11       | 0      | 0           | 1          |
| B. Boakye       | 0          | 0          | 0           | 0          | 0                 | 0                 | 0                 | 0                 | 1                | 0                | 0                | 0                | 0                      | 0                      | 0                      | 0                      | 1        | 0      | 0           | 0          |
| F. Bredlow      | 0          | -0         | 0           | 0          | 2                 | -1                | 0                 | 0                 | 1                | -4               | 0                | 0                | 0                      | -0                     | 0                      | 0                      | 3        | -5     | 0           | 0          |
| J. Bruun Larsen | 15         | 1          | 1           | 0          | 1                 | 0                 | 0                 | 0                 | 0                | 0                | 0                | 0                | -                      | -                      | -                      | -                      | 16       | 1      | 1           | 0          |
| J. Chabot       | 31         | 3          | 11          | 1          | 5                 | 0                 | 0                 | 0                 | 8                | 0                | 0                | 0                | 1                      | 0                      | 1                      | 0                      | 45       | 3      | 12          | 1          |
| A. Chase        | 12         | 0          | 1           | 0          | 3                 | 1                 | 0                 | 0                 | 5                | 0                | 1                | 0                | 0                      | 0                      | 0                      | 0                      | 20       | 1      | 2           | 0          |
| E. Demirović    | 34         | 15         | 2           | 0          | 6                 | 1                 | 1                 | 0                 | 8                | 1                | 2                | 0                | 1                      | 0                      | 1                      | 0                      | 49       | 17     | 6           | 0          |
| J. Diehl        | 6          | 1          | 0           | 0          | 2                 | 0                 | 0                 | 0                 | 0                | 0                | 0                | 0                | 1                      | 0                      | 0                      | 0                      | 9        | 1      | 0           | 0          |
| S. Drljača      | 0          | -0         | 0           | 0          | 0                 | -0                | 0                 | 0                 | 0                | -0               | 0                | 0                | 0                      | -0                     | 0                      | 0                      | 0        | -0     | 0           | 0          |
| El Bilal        | 12         | 2          | 0           | 0          | 1                 | 0                 | 0                 | 0                 | 4                | 1                | 0                | 0                | -                      | -                      | -                      | -                      | 17       | 3      | 0           | 0          |
| C. Führich      | 33         | 2          | 1           | 0          | 5                 | 1                 | 1                 | 0                 | 7                | 1                | 0                | 0                | 1                      | 0                      | 0                      | 0                      | 46       | 4      | 2           | 0          |
| R. Hendriks     | 25         | 0          | 3           | 0          | 5                 | 0                 | 1                 | 0                 | 0                | 0                | 0                | 0                | 0                      | 0                      | 0                      | 0                      | 30       | 0      | 4           | 0          |
| L. Jaquez       | 5          | 0          | 0           | 0          | 1                 | 0                 | 0                 | 0                 | -                | -                | -                | -                | -                      | -                      | -                      | -                      | 6        | 0      | 0           | 0          |
| F. Jeltsch      | 12         | 0          | 2           | 0          | 2                 | 0                 | 0                 | 0                 | -                | -                | -                | -                | -                      | -                      | -                      | -                      | 14       | 0      | 2           | 0          |
| A. Karazor      | 32         | 2          | 10          | 1          | 6                 | 1                 | 0                 | 0                 | 7                | 0                | 1                | 0                | 1                      | 0                      | 0                      | 0                      | 46       | 3      | 11          | 1          |
| T. Kastanaras   | 0          | 0          | 0           | 0          | 0                 | 0                 | 0                 | 0                 | 0                | 0                | 0                | 0                | 0                      | 0                      | 0                      | 0                      | 0        | 0      | 0           | 0          |
| Y. Keitel       | 11         | 0          | 1           | 0          | 2                 | 0                 | 1                 | 0                 | 4                | 1                | 1                | 0                | 1                      | 0                      | 0                      | 0                      | 18       | 1      | 3           | 0          |
| F. Krätzig      | 1          | 0          | 0           | 0          | 2                 | 0                 | 0                 | 0                 | 0                | 0                | 0                | 0                | 1                      | 0                      | 0                      | 0                      | 4        | 0      | 0           | 0          |
| J. Leweling     | 27         | 2          | 4           | 0          | 4                 | 1                 | 0                 | 0                 | 5                | 2                | 0                | 0                | 1                      | 0                      | 0                      | 0                      | 37       | 5      | 4           | 0          |
| J. Malanga      | 1          | 0          | 0           | 0          | 1                 | 0                 | 0                 | 0                 | 3                | 0                | 0                | 0                | 0                      | 0                      | 0                      | 0                      | 5        | 0      | 0           | 0          |
| E. Millot       | 29         | 6          | 9           | 0          | 5                 | 3                 | 2                 | 0                 | 8                | 2                | 0                | 0                | 1                      | 1                      | 1                      | 0                      | 43       | 12     | 12          | 0          |
| M. Mittelstädt  | 31         | 1          | 5           | 0          | 4                 | 0                 | 0                 | 0                 | 8                | 0                | 1                | 0                | 1                      | 0                      | 0                      | 0                      | 44       | 1      | 6           | 0          |
| N. Nartey       | 1          | 0          | 0           | 0          | 1                 | 0                 | 0                 | 0                 | 0                | 0                | 0                | 0                | 0                      | 0                      | 0                      | 0                      | 2        | 0      | 0           | 0          |
| A. Nübel        | 34         | -53        | 0           | 0          | 4                 | -3                | 0                 | 0                 | 7                | -13              | 0                | 0                | 1                      | -2                     | 0                      | 0                      | 46       | -71    | 0           | 0          |
| F. Rieder       | 21         | 0          | 1           | 0          | 4                 | 0                 | 0                 | 0                 | 8                | 1                | 1                | 0                | 0                      | 0                      | 0                      | 0                      | 33       | 1      | 2           | 0          |
| A. Rouault      | 18         | 1          | 1           | 0          | 2                 | 0                 | 0                 | 0                 | 7                | 0                | 3                | 0                | 1                      | 0                      | 0                      | 0                      | 28       | 1      | 4           | 0          |
| Silas           | 0          | 0          | 0           | 0          | 0                 | 0                 | 0                 | 0                 | -                | -                | -                | -                | 1                      | 0                      | 0                      | 0                      | 1        | 0      | 0           | 0          |
| P. Stenzel      | 10         | 0          | 0           | 0          | 3                 | 1                 | 0                 | 0                 | 5                | 0                | 1                | 0                | 1                      | 0                      | 1                      | 0                      | 19       | 1      | 2           | 0          |
| L. Stergiou     | 12         | 1          | 0           | 1          | 2                 | 0                 | 0                 | 0                 | 4                | 0                | 0                | 0                | 0                      | 0                      | 0                      | 0                      | 18       | 1      | 0           | 1          |
| A. Stiller      | 32         | 1          | 6           | 0          | 6                 | 2                 | 0                 | 0                 | 8                | 1                | 1                | 0                | 1                      | 0                      | 1                      | 0                      | 47       | 4      | 8           | 0          |
| D. Undav        | 27         | 9          | 4           | 0          | 4                 | 2                 | 0                 | 0                 | 6                | 1                | 1                | 0                | 1                      | 1                      | 0                      | 0                      | 38       | 13     | 5           | 0          |
| J. Vagnoman     | 26         | 1          | 4           | 0          | 2                 | 0                 | 1                 | 0                 | 7                | 1                | 0                | 0                | 0                      | 0                      | 0                      | 0                      | 35       | 2      | 5           | 0          |
| N. Woltemade    | 28         | 12         | 5           | 1          | 5                 | 5                 | 0                 | 0                 | 0                | 0                | 0                | 0                | 0                      | 0                      | 0                      | 0                      | 33       | 17     | 5           | 1          |
| D. Zagadou      | 2          | 0          | 1           | 0          | 0                 | 0                 | 0                 | 0                 | 1                | 0                | 0                | 0                | 0                      | 0                      | 0                      | 0                      | 3        | 0      | 1           | 0          |